# Sebastian Grønning
Sebastian Grønning Andersen (* 3. Februar 1997 in Aalborg) ist ein dänischer Fußballspieler. Der Mittelstürmer steht bei Hertha BSC unter Vertrag.

## Karriere
Sebastian Grønning spielte zunächst bei Aalborg KFUM, bevor er in die Fußballschule von Aalborg BK wechselte und debütierte am 17. Juli 2016 im Alter von 19 Jahren beim 1:1 im Heimspiel am ersten Spieltag der Spielzeit 2016/17 in der Superligaen. Sein einziges Pflichtspieltor für die Profis gelang ihm am 7. September 2016 beim 5:1-Sieg in der zweiten Rudnde im dänischen Pokal bei Nørresundby BK. Im Juli 2017 schloss sich Grønning dem ebenfalls in der Superligaen spielenden Hobro IK aus dem 54 Kilometer entfernten Hobro an. Auch in Hobro konnte er sich zunächst nicht behaupten und kam teilweise sogar lediglich in der Reservemannschaft zum Einsatz. Im Pokal war Sebastian Grønning hingegen gesetzt und erzielte in der zweiten Runde gegen Kolding IF, in der dritten Runde gegen Slagelse B&I und im Achtelfinale gegen den Ligakonkurrenten FC Nordsjælland insgesamt 5 Tore, womit er zum Einzug ins Viertelfinale beitrug. Dort schied Hobro IK gegen den FC Midtjylland aus. Seine sportliche Situation änderte sich auch in der folgenden Spielzeit nicht.
So schloss Grønning in der Spielzeit 2019/20 dem Zweitligaaufsteiger Skive IK aus dem 51 Kilometer von Hobro entfernten Skive an. Dort erkämpfte er sich einen Stammplatz und wurde mit 14 Toren bester Torschütze seines Vereins. Daraufhin wechselte Sebastian Grønning weiter zum Ligarivalen Viborg FF und schaffte dort als Zweitligameister den Aufstieg in die Superliga. Mit 23 Treffern in 30 Partien hatte er einen großen Anteil an diesem Erfolg und wurde damit auch Torschützenkönig. Auch im Oberhaus behauptete sich Grønning als Stammspieler auf der Position des Mittelstürmers und schoss bis zur Winterpause sechs Tore. Die Hinrunde in der Erstklassigkeit war auch seine Abschiedstournee in Viborg, denn in der Winterpause entschied er sich für einen Vereinswechsel.
Sebastian Grønning zog es nach Asien zum südkoreanischen Klub Suwon Samsung Bluewings, für die er 14 Spiele absolvierte, jedoch ohne Torerfolg. Ende August 2022 kehrte er in sein Herkunftsland zurück und schloss sich Aarhus GF an. In der zweitgrößten dänischen Stadt konnte sich Grønning allerdings nicht durchsetzen und hatte in Ligaspielen nur sechsmal als Einwechselspieler einen Einsatz verbuchen können. Daher war auch sein Engagement in Aarhus nur von kurzer Dauer und im Januar 2023 zog es ihn abermals ins Ausland, nun nach Griechenland zu OFI Kreta. Kam Sebastian Grønning in Iraklio, der Hauptstadt der Insel Kreta, in der regulären Saison als Einwechselspieler regelmäßiger zum Einsatz, war er in den „Play-outs“ häufiger auf der Bank zu finden. Nach nur ungefähr einem halben Jahr war abermals ein Vereinswechsel angesagt und sein neuer Arbeitgeber wurde im August 2023 der spanische Drittligist CD Castellón. Auch hier konnte sich Grønning nicht in der Stammformation behaupten und hatte nur wenige Einwechselungen zu verbuchen. Immerhin hatte er im Copa del Rey, wo CD Castellón in der dritten Runde gegen CA Osasuna ausschied, zwei Startelfeinsätze gehabt und war in beiden Einsätzen auch treffsicher.
Ende Januar 2024 löste Sebastian Grønning seinen Vertrag auf und wechselte nach Deutschland in die 3. Liga zum FC Ingolstadt 04. In Oberbayern kam er regelmäßig zum Einsatz und schoss mit acht Toren zum Ligaverbleib der Ingolstädter bei. Zudem gewann Grønning mit den „Schanzern“ den Bayerischen Landespokal, wobei er beim 2:1-Sieg im Finale gegen die Würzburger Kickers kurz vor der Halbzeitpause den Treffer zum 1:1-Ausgleich erzielte.
Im Sommer 2025 wechselt er in die 2. Liga zu Hertha BSC.

## Erfolge
- Torschützenkönig der dänischen 1. Division: 2020/21 (23 Tore)
- Dänischer Zweitligameister und Aufstieg in die Superliga: 2021 (mit Viborg FF)
- Bayerischer Landespokalsieger: 2024 (mit dem FC Ingolstadt 04)